# 全国戦時労働委員会 (1918年設立)
1918年に設立された全国戦時労働委員会（ぜんこくせんじろうどういいんかい、英語 National War Labor Board）は、アメリカ合衆国政府が労働者と使用者の関係を調停・統制するための組織。第一次世界大戦、第二次世界大戦を背景とするアメリカ合衆国における戦時争議調整の制度の一環。
1918年設立の委員会は大統領ウッドロウ・ウィルソンが労働長官ウィリアム・ウィルソンに作らせた。労働争議調停やストライキ禁止を行い、第一次世界大戦下で産業の維持を図った。しかし結果として労働運動活発化にもつながった。